# Djamaa
Djamaa (também escrito Jama'a) (em árabe: ﺟﺎﻣﻌﺔ) é uma cidade e comuna no distrito de Djamaa, na província de El Oued, Argélia. Segundo o censo de 2008, a população total da cidade era de 50 916 habitantes.